# Abrikos (frugt)
 For alternative betydninger, se Abrikos. (Se også artikler, som begynder med Abrikos)
Abrikos er gulorange stenfrugter fra abrikostræet (Prunus armeniaca), der stammer fra Centralasien, og som har været kendt i Kina i mere end 4000 år. Den kendtes også i Middelhavsområdet tilbage omkring Kristi tid.
Frugterne er saftige, orange-gule stenfrugter, omkring 3-4 cm i diameter, der ligner små ferskener. Frugten indeholder op til 85% vand. Det tynde skind er fløjlsagtigt – nærmest håret – som ferskenens. Smagen er sød og frisk. Kernen er en flad sten, der indeholder et frø. Frøkernene indeholder helt op til 50% olie, der gør, at kernerne kan bruges som alternativ til mandler i produktion af marcipan.
Abrikoser kan spises friske, eller de kan anvendes til for eksempel syltetøj og marmelade. Tørrede abrikoser kan spises som snack. Tørrede abrikoser er som regel tilsat sulfit for at konservere dem og bevare den lyse farve (svovlede abrikoser).
Abrikosen indeholder blandt andet karotin, C-vitamin og jern.